# Erioptera (Meterioptera) fumipennis
Erioptera (Meterioptera) fumipennis is een tweevleugelige uit de familie steltmuggen (Limoniidae). De soort komt voor in het Afrotropisch gebied.